# Nicolas Winding Refn
Nicolas Winding Refn, född 29 september 1970 i Köpenhamn, är en dansk regissör och manusförfattare.

## Biografi
Winding Refns far, Anders Refn, är även han regissör, medan hans äldre halvbror (på moderns sida), Kasper Winding, är musiker och skådespelare. 1981 flyttade Winding Refn till USA och studerade 1993 vid American Academy of Dramatic Arts, men slutade efter ett bråk med en lärare.
Han debuterade med Pusher (1996). Winding Refn tackade nej till en plats på den Danska Filmskolan för att få göra filmen. År 2003 startade han ett filmproduktionsbolag i USA och skrev (tillsammans med Hubert Selby Jr.) samt regisserade filmen Fear X med John Turturro i huvudrollen. Filmen fick svala recensioner och produktionsbolaget gick i konkurs, Winding-Refn begav sig hem igen och gjorde uppföljaren till debutfilmen, Pusher II. Den avslutande delen, Pusher III, gjordes 2005.
2009 kom filmen Bronson om den våldsamme och verklige fången Micheal Peterson som tillbringat över 35 år i fängelse för dåligt uppförande; hans ursprungliga dom var sju år för ett rån med ett oladdat gevär. Tom Hardy spelade huvudrollen. 2011 gjorde han den kritikerrosade filmen Drive med Ryan Gosling som en våghalsig stuntförare. 
2016 regisserade Refn The Neon Demon, en psykologisk skräckfilm som till skillnad från hans mer mansdominerade filmer har en nästan uteslutande kvinnlig ensemble. Manus är skrivet av Refn tillsammans med Mary Laws och den brittiska pjäsförfattaren Polly Stenham.  
Refn har gjort sig ovän med Lars von Trier och har på Danmarks vägnar bett om ursäkt för Triers beteende på filmfestivalen i Cannes 2011 .

## Filmografi
Winding Refn har skrivit manus och regisserat följande filmer:
- 1996 – Pusher
- 1999 – Bleeder
- 2003 – Fear X
- 2004 – Pusher II
- 2005 – Pusher III
- 2009 – Bronson
- 2009 – Valhalla Rising
- 2011 – Drive (endast regi)
- 2013 – Only God Forgives
- 2016 – The Neon Demon
- 2019 – Too Old to Die Young (TV-serie)
- 2022 – Copenhagen Cowboy (TV-serie)

## Influenser
Nicolas Winding Refns influenser kommer från regissörer som Kenneth Anger, Gillo Pontecorvo, Tobe Hopper, Andrej Tarkovski och Ruggero Deodato. Alejandro Jodorowsky har adopterat Nicolas Winding Refn som sin "spirituelle son" då Jodorowsky ser Winding Refn som filmvärldens stora hopp. Privat så brukar de spå varandra med Tarotkort, vilka Jodorowsky har stor kunskap om.